# 艾倫·佩連
艾倫·安德烈·克里斯蒂安·佩連（法語：Alain André Christian Perrin，法語發音：[alɛ̃ ɑ̃dʁe kʁistjɑ̃ pɛʁɛ̃]；1956年10月7日—），出生於法國上索恩省吕尔，法國足球領隊。佩兰早年是一名业余足球運動员，本职是体育教师。1983年，他受邀到南锡足球俱乐部担任青年队教练。作为主教练，他执教的第一支球队是法国小球会特魯瓦。六年时间里，佩兰带领特鲁瓦从业余联赛连升三级，进入法甲，并在两年后获得欧洲联盟杯的参赛资格。在法甲球队索察时，他带领球队夺得法国杯冠军。在里昂执教的赛季，他帮助球队拿到法国超级杯、法甲冠军、法国杯冠军，夺得里昂历史上的首个联赛杯赛双冠王。但他执教马赛、阿爾艾因、樸茨茅夫、聖伊天和乌姆沙拉尔时，因为成绩不好被俱乐部解雇。2014年2月28日，中国足协宣布聘请佩兰担任中国国家足球队主教练。2015年亚洲杯足球赛的小组赛上，佩兰带领中国男足提前获得小组第一名，晋级淘汰赛。因中国男足在世界杯预选赛上表现不佳，2016年1月中国足协将佩兰解雇。

## 足球生涯
佩兰的父亲是法国空军军官，佩兰是家里的四个孩子之一。他曾在乍得生活了三年，后来定居南锡。他从来没有踢过职业足球。球员时代，他司职中后卫，曾在多家足球俱乐部踢业余足球比赛，闲余时间指导小孩子们踢足球。他最初的工作是体育教师。1983年，受时任南錫青训营主管阿尔多·普拉蒂尼（Aldo Platini，米歇尔·普拉蒂尼的父亲）的邀请，他到南锡俱乐部担任青年队教练。1984年至1987年，阿尔塞纳·温格执教南錫，佩兰与他共事。1988年，佩兰被提拔为球队青训营的主管。

### 特鲁瓦
1993年，佩兰被任命为特魯瓦的主教练。这家俱乐部当时还在法国第四级联赛，是一个业余俱乐部，只有佩兰一个人是领工资的。第一个赛季，球队就夺得了D组第二名，升入法国足球丙级联赛。1996年夏天，球队以法国足球丙级联赛A组第二的身份升入法乙。1999年夏天，球队获得法乙季军，升入法甲。佩兰执教的六年里，球队连升三级，把一家踢业余足球联赛的球队带进了法国顶级职业联赛。第一个法甲赛季，球队以第14名完成保级。2001年夏天，特鲁瓦排名法甲第七，获得国际托托杯的参赛资格。两回合的比赛中，特鲁瓦首战主场0比0逼平纽卡斯尔联，客场打出4比4的比分，凭借客场进球的优势进军歐洲足協盃。球队在歐洲足協盃第二轮败给了利兹联。这个赛季，球队获得法甲第七名，再次拿到国际托托杯的参赛资格，还打入法国杯半决赛。

### 马赛
2002年夏天，法甲的馬賽足球俱樂部将佩兰聘为主教练。俱乐部给了他操作转会的权力。第一个赛季，佩兰带领球队拿到法甲第三名，得以参加下个赛季的欧洲冠军联赛。第二个赛季，他在夏季转会窗口花费四百万英镑买入了德罗巴。这个赛季，佩兰把小将弗拉米尼从青年队提拔到一队，并在2003年12月20日给了他首次在联赛亮相的机会。然而，这个赛季马赛的成绩不理想。2005年的专访中，佩兰回忆称他那时犯了错误：他公开指责队内的一些球员不遵守战术，媒体披露了队内的争吵，佩兰也向媒体公开他和这些球员的矛盾。马赛队的球员随即分化为两派，一派支持佩兰，一派反对佩兰，球队的成绩因而下滑。2004年1月，佩兰被马赛解雇。马赛指控佩兰性骚扰球队的工作人员，还在工作时裸露身体。佩兰花了两年时间才洗清自己的名声，马赛俱乐部给他的赔金大约折合150万英镑。

### 阿爾艾因
2004年2月，媒体传出佩兰即将执教英超南安普顿足球俱乐部的消息。不过，传闻并未成真。7月，阿联酋球队阿爾艾因宣布佩兰出任主教练。然而，由于成绩不好，10月份的时候佩兰就被解雇了。

### 樸茨茅夫
2005年4月7日，佩連被英超球會樸茨茅夫任命为主帅。据报道，佩兰原本计划在赛季结束后再接手樸茨茅夫。然而，是時球會正處降級邊緣，俱乐部急于挽回危局，提前让他上岗。他最後成功把這支球會留在英超。然而，第二个赛季樸茨茅夫战绩不佳。0比3输给利物浦之后，俱乐部解雇了他。佩兰带领樸茨茅夫打了21场英超比赛，一共只赢了4场球。

### 索肖
2006年夏天，法甲索肖足球俱乐部聘请佩兰执教。佩兰在索肖的一个赛季相当成功。冬歇期之前，他们排在法甲的第三名。这个赛季，索肖最后排名联赛第七。他们夺得了法国杯冠军，因而获得了欧洲联盟杯的参赛资格。索肖上一次夺得法国杯还是在1937年。2007年夏天，佩兰与索肖还有一年的合约。此时，里昂足球俱乐部希望让佩兰执掌帅印。里昂俱乐部与索肖俱乐部进行了谈判，里昂俱乐部如愿请走了佩兰。据报道，里昂向索肖支付了约50万欧元的补偿款。

### 里昂
佩兰入主里昂时，里昂已经实现了法甲联赛六连冠。2007至2008赛季，里昂队成功卫冕法甲冠军，实现了七连冠。他们还在法国杯决赛里战胜巴黎圣日耳曼，夺得1973年以来的首个法国杯冠军。这也是里昂足球俱乐部首次夺得联赛、杯赛双冠王。佩兰成为继伊冯·布里冈之后，第二个率领不同俱乐部连续两年夺得法国杯的教练。然而，俱乐部对佩兰的执教并不满意。赛季还未结束，俱乐部主席让-米歇尔·奥拉斯就向Canal+的评论员透露，下个赛季不会让佩兰继续担任主教练。这个赛季开始时，佩兰改变了球队的战术，抛弃了前任熱拉爾·烏利耶的4-3-3阵形，换成了他自己偏爱的4-4-2阵形。但佩兰的改变并不成功，赛季初的比赛球队打得不好，他又把阵形改回了4-3-3。除了佩兰的战术，他的人员管理能力也受到指责。此外，俱乐部本想在欧洲冠军联赛上走得更远。那时里昂在欧洲冠军联赛上的最好成绩是打入四分之一决赛。而佩兰执教的赛季，里昂在十六分之一决赛就被曼联淘汰出局。俱乐部主席奥拉斯还说，佩兰和球队职员们的关系不融洽。2008年6月，佩兰离开了里昂俱乐部。

### 聖伊天
2008年11月11日，法甲聖伊天足球俱樂部宣布佩兰上任，双方签约两年半。当时聖伊天刚刚经历联赛五连败，13场比赛仅获得10个积分，跌入了降级区，前任主教练洛朗·鲁赛因此被解雇。这个赛季非常艰难，最后一轮比赛前聖伊天仍然存在着降级的可能。不过，聖伊天最终在最后一轮以4比0击败瓦朗謝訥，留在了法甲。聖伊天俱樂部随即宣布延长与佩兰的合同一年，佩兰可以执教到2011年的6月。但是，新赛季聖伊天的成绩依旧很差。2009年12月15日，聖伊天宣布解除佩兰的主教练职务。此前，球队以0比3输给巴黎圣日耳曼，9场比赛输了6场，排在法甲的第17名，离降级区只有3分。媒体估计聖伊天大约付给佩兰两百万欧元的解约金。

### 卡塔尔
2010年6月，佩兰前往卡塔尔，出任卡塔尔星级足球联赛阿爾科爾體育會的主教练，签约两年。第一个赛季，佩兰的球队在22场比赛里仅赢了4场，刚好保级。第二个赛季，佩兰的执教非常成功。作为一支小球队，阿爾科爾最终获得了联赛的第五名，还在联赛里战胜过这年的卡塔尔埃米尔杯冠军加拉法体育俱乐部。2012年5月，卡塔尔足协决定任命佩兰为卡塔尔国奥的主教练。他的第一项任务是带领球队征战2014年亞足聯U22錦標賽資格賽，球队没能晋级。同年在卡塔尔举办的U23海灣國家盃中，佩兰带领卡塔尔国奥队获得第四名。2012年12月19日，佩兰与卡塔尔星级足球联赛加拉法体育俱乐部签订了一份两年的合同，出任加拉法的主教练。这次执教很短暂。2013年2月底，佩兰与加拉法俱乐部协商解约。媒体称，球队的表现不尽如人意；俱乐部管理层对球队干涉太多，佩兰感到不高兴。2013年3月初，同在卡塔尔星级联赛的乌姆沙拉尔体育俱乐部宣布解雇主教练伯特兰·马尚，由佩兰接任。媒体对此感到意外，乌姆沙拉尔上一个赛季差一点降级，而马尚下课时球队胜七场平四场排在联赛第七位，马尚还发掘了马赫尔·尤赛夫（Maher Yousef）等年轻球员。这个赛季，佩兰带领球队夺得联赛第五。赛季末，俱乐部决定由佩兰继续执教一年。但是，乌姆沙拉尔很快就把佩兰解雇了。新赛季前三场比赛，乌姆沙拉尔只拿了一个积分，第三场比赛1比2输给艾華卡拉更是让球队跌入积分榜的底部。

### 中国男足
2014年2月28日，中国足协召开新闻发布会，宣布佩兰出任中国国家足球队主教练，长期目标是2018年世界杯足球赛。媒体透露，佩兰的年薪不超过80万美金，中国足协与佩兰签订的是一份“1+2”的合同，如果带队成绩不好，一年后合约终止，若成绩好则自动续约，衡量标准是2015年亚洲杯足球赛的成绩。佩兰上任后的首场比赛是2015年亞洲盃外圍賽最后一轮中国队客场与伊拉克國家足球隊的比赛。由于佩兰刚刚到队，不熟悉情况，足协安排之前代理主教练一职的傅博负责临场指挥，佩兰只需要坐在替补席上。这场比赛，中国队一度0比3落后伊拉克，心急的佩兰从座位上起身，也到场边指挥比赛。加上原本指挥比赛的傅博，中国队有两人在场边指挥。最终中国队1比3告负。但是，由于另一个小组中黎巴嫩5比2战胜了泰国，中国男足成为了成绩最好的小组第三名，晋级亚洲杯正赛。
2015年亚洲杯足球赛之前，媒体、博彩公司都不看好中国男足的小组出线前景。但是，佩兰带领中国男足首轮1比0战胜沙特阿拉伯，次战2比1逆转乌兹别克斯坦，提前以小组第一名身份出线。佩兰的合同也延长到了2018年。在1/4决赛，中国队被澳大利亚国家足球队35岁老将蒂姆·卡希尔连入两球，0比2输掉比赛，无缘四强。8月份的东亚杯上，佩兰率领的中国男足首战负韩国，次战胜朝鲜，最后一轮打平日本，排在第二名。
中国男足在世界杯预选赛上表现不佳，最终导致佩兰下课。佩兰执教的6场四十强赛，仅取得3胜2平1负的成绩。中国男足主客场双杀不丹，击败马尔代夫，但与香港两次战成0比0平，客场0比1输给卡塔尔。2015年9月中国男足第一次0比0战平香港时，佩兰就遭到了质疑。10月，客场败给卡塔尔后，质疑声加强，但中国足协发布公告支持佩兰。11月，中国男足再次0比0战平香港，晋级下一轮只剩下理论上的可能。2016年1月7日，中国足协解雇佩兰。佩兰的用人、战术、指挥都曾遭到媒体质疑。例如，他数次弃用黄博文、张稀哲、蒿俊闵、郜林、于海、冯潇霆等球员，因此被媒体批评。媒体认为，佩兰执教期间，中国男足打法单调，进攻手段缺乏，排兵布阵缺乏目的性。临场指挥方面，媒体批评其换人迟钝。不过，亦有媒体指出，佩兰带领中国男足在亚洲杯上取得好成绩，创造了13场A级比赛不败的纪录，发掘培养了吴曦、孙可、梅方等核心球员。

## 胜率
最後更新：2016年1月8日
| 球队       | 国家             | 上任           | 离任           | 统计 | 统计 | 统计 | 统计 | 统计   |
| 球队       | 国家             | 上任           | 离任           | 场次 | 胜   | 平   | 负   | % 胜率 |
| ---------- | ---------------- | -------------- | -------------- | ---- | ---- | ---- | ---- | ------ |
| 特魯瓦     | 法國             | 1993年7月1日   | 2002年6月30日  | 324  | 133  | 105  | 86   | 41.05  |
| 马赛       | 法國             | 2002年7月1日   | 2004年1月14日  | 60   | 31   | 9    | 20   | 51.67  |
| 阿爾艾因   | 阿拉伯联合酋长国 | 2004年7月13日  | 2004年10月24日 | 4    | 2    | 0    | 2    | 50     |
| 樸茨茅夫   | 英格兰           | 2005年4月7日   | 2005年11月24日 | 21   | 4    | 6    | 11   | 19.05  |
| 索察       | 法國             | 2006年8月1日   | 2007年6月30日  | 47   | 22   | 13   | 12   | 46.81  |
| 里昂       | 法國             | 2007年7月1日   | 2008年6月16日  | 59   | 39   | 11   | 9    | 66.10  |
| 聖伊天     | 法國             | 2008年11月12日 | 2009年12月15日 | 51   | 16   | 12   | 23   | 31.37  |
| 艾豪爾     | 卡塔尔           | 2010年6月14日  | 2012年5月31日  | 67   | 20   | 15   | 32   | 29.85  |
| 卡塔尔国奥 | 卡塔尔           | 2012年6月1日   | 2012年12月19日 | 9    | 3    | 3    | 3    | 33.33  |
| 加拉法     | 卡塔尔           | 2012年12月20日 | 2013年2月21日  | 7    | 3    | 3    | 1    | 42.86  |
| 乌姆沙拉尔 | 卡塔尔           | 2013年3月13日  | 2013年9月30日  | 11   | 4    | 2    | 5    | 36.36  |
| 中国       | 中国             | 2014年2月28日  | 2016年1月8日   | 28   | 15   | 9    | 4    | 53.57  |
| 总计       | 总计             | 总计           | 总计           | 688  | 292  | 188  | 208  | 42.44  |

## 執教獎項
特魯瓦
- 圖圖盃冠軍 (1)：2001

索察
- 法國盃冠軍 (1)：2007

里昂
- 法甲聯賽冠軍 (1)：2007-08
- 法國盃冠軍 (1)：2008
- 法國超级杯冠軍 (1)：2007